# Patsy Reddyová
Dame Patsy Reddyová (nepřechýleně Reddy; 17. května 1954, Matamata, Nový Zéland) je novozélandská právnička a politička, od září 2016 do září 2021 byla generální guvernérkou Nového Zélandu.

## Život
Reddyová se narodila do učitelské rodiny 17. května 1954. Vystudovala práva na Viktoriině univerzitě ve Wellingtonu – v roce 1976 bakalářský a v roce 1979 magisterský stupeň.

## Vyznamenání
- dáma společník Řádu za zásluhy Nového Zélandu – 2. června 2014 – za služby umění a obchodu[1]
- Nejctihodnější řád sv. Jana Jeruzalémského – 2016[2]
- dáma velkého společníka Řádu za zásluhy Nového Zélandu – 27. června 2016 – povýšení v rámci příprav na funkci generálního guvernéra[3]